# Brits
Brits este un oraș din Africa de Sud.